# Хороша (Гайсинский район)
Хороша (укр. Хороша) — посёлок, входит в Гайсинский район Винницкой области Украины.
Население по переписи 2001 года составляло 15 человек. Почтовый индекс — 23723. Телефонный код — 04334. Занимает площадь 0,061 км². Код КОАТУУ — 520885409.

## Местный совет
23723, Вінницькая обл., Гайсинський р-н, с.Семирічка, вул.1 Травня,48